# Георги Ганев (политик)
Вижте пояснителната страница за други личности с името Георги Ганев.
Георги Стефанов Ганев е деец на БРП (к) и БКП.

## Биография
Роден е на 26 април 1902 г. в Първомай в учителско семейство. От 1918 г. е член на Комсомола, а от 1920 г. и на БКП. От 1924 г. е ръководител на район във Военната организация на БКП. На следващата година става секретар на Околийския комитет на БКП в Първомай. След атентата в църквата „Света Неделя“ е арестуван, но през 1929 г. е освободен. Тогава става секретар на ЦК на Международната организация за подпомагане на революцията (МОПР). Между 1929 и 1931 г. е сътрудник на ЦК на БКП. През 1931 г. е арестуван и лежи в затвора до 1937 г. От 1942 г. е секретар на ОК на БКП в Пловдив.
След Деветосептемврийския преврат през 1944 г. оглавява политическата полиция (Отделение А, впоследствие Първи отдел на Държавна сигурност), която играе активна роля в политически терор при установяването на тоталитарния комунистически режим. От 1949 г. е заместник-директор на Дирекция „Държавна сигурност“. Арестуван е през 1950 г. и осъден на 15 години затвор по процеса срещу Трайчо Костов. Реабилитиран през 1956 г. По-късно работи в министерството на външната търговия и Комитета за държавен контрол. Депутат в V народно събрание. През 1972 г. става член на Централната контролно-ревизионна комисия при ЦК на БКП. С указ № 1718 от 25 юли 1972 г. е обявен за герой на социалистическия труд. Награждаван е отделно с орден „Георги Димитров“ и „Народна република България“ – I ст. Умира на 9 октомври 1972 г. в София.